# ماکس زاکسن‌هایمر
ماکس زاخسنهایمر (آلمانی: Max Sachsenheimer; ۵ دسامبر ۱۹۰۹ – ۲ ژوئن ۱۹۷۳) یک ژنرال آلمانی در جنگ جهانی دوم بود.وی از فرماندهان لشکر هفدهم پیاده‌نظام ورماخت بود.

## نشان‌ها و جوایز
- صلیب آهنین (۱۹۳۹) درجه دو (۲۵ می ۱۹۴۰) و درجه یک (۱۵ ژوئن ۱۹۴۰)
- صلیب آلمانی طلایی (۳ فوریه ۱۹۴۳)
- صلیب شوالیه آهنین با برگ‌های بلوط و شمشیرها
  - صلیب شوالیه (۵ آوریل ۱۹۴۲)
  - برگ‌های بلوط (۱۴ می ۱۹۴۴)
  - شمشیرها (۶ فوریه ۱۹۴۳)